# Концерт для фортепиано с оркестром (Лало)
Концерт для фортепиано с оркестром фа минор, в трёх частях — произведение Эдуара Лало, написанное в 1889 году. Посвящён пианисту Луи Дьемеру. Средняя продолжительность звучания — 25 минут.

## Состав
I. Lento. Allegro
II. Lento
III. Allegro

## Премьера и судьба
Концерт впервые был исполнен Луи Дьемером для приватной аудитории 11 ноября 1889 года, Дьемеру аккомпанировал на втором фортепиано его ученик Виктор Стауб. Официальная премьера в исполнении Дьемера с Оркестром Колонна состоялась 1 декабря того же года. Камиль Беллег дал новому сочинению высокую оценку, охарактеризовав его как принадлежащее к бетховенской традиции.
Фортепианный концерт Лало не принадлежит к числу часто исполняемых произведений — по мнению музыкального критика Тима Эшли, в связи с тем, что «это мрачное, необычно суровое сочинение с плотно переплетёнными партиями солиста и оркестра, не оставляющими пианисту простора для того, чтобы показать себя». В то же время отмечалось, что музыка Мориса Жарра к фильму «Лоуренс Аравийский» (1962), за которую композитор получил премию «Оскар», несёт на себе следы явного влияния этого концерта Лало.

## Записи
Записи концерта осуществили Орацио Фругони с оркестром Венской народной оперы (дирижёр Михаэль Гилен, 1959), Марилен Досс со Штутгартским филармоническим оркестром (дирижёр Матиас Кунч, 1994) и Пьер Ален Волонда с оркестром Тапиола синфониетта (дирижёр Кес Бакелс, 2012).